# 미셸 메르시에
미셸 메르시에(Michèle Mercier, 1939년 1월 1일 ~ )는 프랑스의 배우이다.

## 출연 작품
- 로마 베네 (1971)
- 세상에서 가장 오래된 직업 (1967, Le Plus Vieux Métier du monde)
- 카사노바 (1965)
- 썸머 프렌지 (1964)
- 글로벌 어페어 (1964)
- 페르쇼가의 장남 (1963)
- 블랙 사바스 (1963)
- 로링 이어스 (1962)
- 이수 (1961)
- 알라딘의 마술 램프 (1961)
- 피아니스트를 쏴라 (1960)